# Guglielmo Vicario
Guglielmo Vicario, detto Venom (Udine, 7 ottobre 1996), è un calciatore italiano, portiere del Tottenham e della nazionale italiana.

## Caratteristiche tecniche
Portiere dal rendimento costante, si è distinto per una notevole esplosività muscolare e degli ottimi riflessi, che gli consentono di eseguire interventi anche molto difficili. Ha dichiarato di ispirarsi principalmente a Samir Handanovič.
Grazie alla sua abilità fra i pali, è stato soprannominato Venom Vicario, in riferimento all'omonimo personaggio dei fumetti Marvel.

## Carriera

### Club
Cresciuto tra Donatello, Bearzi, Cormor Calcio e Ancona Udine, nel 2013 Vicario passa al settore giovanile dell'Udinese, squadra della sua città, venendo inserito nella rosa della Primavera. Tuttavia, essendo chiuso da Alex Meret e da Simone Scuffet, con i bianconeri totalizza solo 4 presenze in tutto il campionato. La stagione successiva viene pertanto mandato in prestito al Fontanafredda, in Serie D, la sua prima esperienza negli adulti.

#### Venezia
Nella stagione 2015-2016 Vicario si trasferisce in prestito al Venezia in Serie D, appena rilevato da Joe Tacopina. Vince da titolare il campionato e conquista la promozione in Lega Pro. A fine stagione viene definitivamente riscattato dalla società.
Nel 2016-2017, in terza serie, perde il ruolo di numero 1 a favore di Davide Facchin, ma disputa da titolare la vittoriosa Coppa Italia di Lega Pro dal secondo turno in poi, fino alla finale contro il Matera, conquistando così il suo primo titolo. I lagunari vincono anche il campionato e ritornano in Serie B dopo 11 stagioni. Il terzo titolo stagionale, invece, fallisce con la sconfitta contro il Foggia nella partita decisiva della Supercoppa di Lega Pro, ove scende in campo da titolare.
Nel 2017-2018, in Serie B, è ancora il portiere di riserva, questa volta alle spalle di Emil Audero; raccoglie 7 presenze in una stagione culminata al quinto posto in regular season e con l'eliminazione subita dal Palermo in semifinale play-off.
Nella stagione successiva, sempre nel campionato cadetto, diventa dalla quarta giornata il portiere titolare degli arancioneroverdi in una stagione positiva per lui, ma non per i veneti. Il Venezia si piazza 15º in classifica ed è costretto al play-out contro la Salernitana, perso ai rigori nella sfida casalinga di ritorno. La retrocessione è evitata solo grazie al ripescaggio in seguito all'esclusione del Palermo.

#### Cagliari e Perugia
Il 17 luglio 2019 viene acquistato a titolo definitivo dal Cagliari, società di Serie A, che la settimana successiva lo cede in prestito secco per una stagione in Serie B al Perugia. Titolare nel corso della stagione, a fine anno il club perugino retrocede in C ai rigori contro il Pescara ai play-out.
Terminato il prestito a Perugia, fa ritorno a Cagliari per ricoprire il ruolo di secondo portiere dietro Alessio Cragno. Debutta con i sardi il 28 ottobre 2020 in Coppa Italia contro la Cremonese. Gioca la sua prima partita in Serie A l'11 aprile 2021 contro l'Inter, fornendo una buona prestazione, ma senza evitare la sconfitta (1-0) dei sardi.

#### Empoli
Il 9 luglio dello stesso anno viene ceduto all'Empoli, neo promosso in Serie A, con la formula del prestito con diritto di riscatto per 10 milioni di euro. Durante la stagione 2021-2022, con la maglia degli azzurri, colleziona complessivamente 38 presenze, rendendosi utile per la permanenza della squadra in massima serie, segnalandosi per avere parato 5 rigori su 10 in stagione. A fine campionato viene riscattato dal club toscano.
Il 4 febbraio 2023, durante la partita di campionato contro la Roma (persa per 2-0), il portiere si distingue per una serie di tre parate consecutive, effettuate nel giro di pochi secondi rispettivamente su Paulo Dybala, Gianluca Mancini e Tammy Abraham. Nel corso della stagione si distingue come uno dei migliori portieri del campionato italiano. Lascia i toscani dopo 69 presenze in campionato e 2 in Coppa Italia.

#### Tottenham
Il 27 giugno 2023 Vicario viene acquistato a titolo definitivo dal Tottenham, in Premier League, per 20 milioni di euro (più bonus), sottoscrivendo un contratto quinquennale con il club inglese. Fa quindi il suo debutto ufficiale con gli Spurs il 13 agosto seguente, partendo da titolare nell'incontro di campionato contro il Brentford, pareggiato per 2-2. Sei giorni dopo, registra il suo primo clean sheet per la squadra londinese nella vittoria per 2-0 sul Manchester Utd. Disputa tutte le 38 gare di campionato, contribuendo al quinto posto finale in Premier League.
Il 26 settembre 2024, al suo esordio nelle coppe europee, Vicario veste per la prima volta la fascia di capitano del club nell'incontro della fase campionato di UEFA Europa League vinto per 3-0 contro il Qarabağ. Il 25 novembre, in seguito ad un infortunio, viene operato alla caviglia destra. Torna in campo il 16 febbraio successivo, in occasione del vittorioso incontro di campionato contro il Manchester Utd (1-0). Il 21 maggio 2025 vince l'Europa League, giocando titolare nella finale vinta per 1-0 contro il Manchester Utd a Bilbao, risultando decisivo con le sue parate.

### Nazionale
Il 14 febbraio 2019 viene convocato con la B Italia, la rappresentativa Under-23 della Lega Serie B, per un incontro amichevole contro la Nazionale italiana Under-20 allo Stadio Benito Stirpe di Frosinone, dove disputa i primi 45' della partita, terminata poi 2-2.
Nel settembre del 2022 riceve la sua prima convocazione in nazionale dal CT Roberto Mancini, in vista delle partite della UEFA Nations League 2022-2023 contro Inghilterra e Ungheria. Nel giugno 2023 viene convocato come terzo portiere, dietro Donnarumma e Meret, per la fase finale della Nations League, conclusa dall'Italia al 3º posto.
Esordisce in nazionale il 24 marzo 2024, a 27 anni, giocando da titolare l’amichevole vinta per 2-0 contro l’Ecuador, disputata a Harrison negli Stati Uniti. Nel giugno seguente, ormai considerato il vice di Donnarumma, viene convocato per il campionato d'Europa 2024 in Germania.

## Statistiche

### Presenze e reti nei club
Statistiche aggiornate al 16 agosto 2025.
| Stagione         | Squadra          | Campionato       | Campionato | Campionato | Coppe nazionali | Coppe nazionali | Coppe nazionali | Coppe continentali | Coppe continentali | Coppe continentali | Altre coppe | Altre coppe | Altre coppe | Totale | Totale |
| Stagione         | Squadra          | Comp             | Pres       | Reti       | Comp            | Pres            | Reti            | Comp               | Pres               | Reti               | Comp        | Pres        | Reti        | Pres   | Reti   |
| ---------------- | ---------------- | ---------------- | ---------- | ---------- | --------------- | --------------- | --------------- | ------------------ | ------------------ | ------------------ | ----------- | ----------- | ----------- | ------ | ------ |
| 2014-2015        | Fontanafredda    | D                | 30         | -46        | CI-D            | -               | -               | -                  | -                  | -                  | -           | -           | -           | 30     | -46    |
| 2015-2016        | Venezia          | D                | 38         | -34        | CI-D            | 0               | 0               | -                  | -                  | -                  | -           | -           | -           | 38     | -34    |
| 2016-2017        | Venezia          | LP               | 2          | -1         | CI-LP           | 7               | -6              | -                  | -                  | -                  | S-LP        | 1           | -4          | 10     | -11    |
| 2017-2018        | Venezia          | B                | 7          | -5         | CI              | 0               | 0               | -                  | -                  | -                  | -           | -           | -           | 7      | -5     |
| 2018-2019        | Venezia          | B                | 34         | -42        | CI              | 0               | 0               | -                  | -                  | -                  | -           | -           | -           | 34     | -42    |
| Totale Venezia   | Totale Venezia   | Totale Venezia   | 81         | -82        |                 | 7               | -6              |                    | -                  | -                  |             | 1           | -4          | 89     | -92    |
| 2019-2020        | Perugia          | B                | 37         | -48        | CI              | 2               | -1              | -                  | -                  | -                  | -           | -           | -           | 39     | -49    |
| 2020-2021        | Cagliari         | A                | 4          | -6         | CI              | 3               | -4              | -                  | -                  | -                  | -           | -           | -           | 7      | -10    |
| 2021-2022        | Empoli           | A                | 38         | -70        | CI              | 1               | -2              | -                  | -                  | -                  | -           | -           | -           | 39     | -72    |
| 2022-2023        | Empoli           | A                | 31         | -39        | CI              | 1               | -2              | -                  | -                  | -                  | -           | -           | -           | 32     | -41    |
| Totale Empoli    | Totale Empoli    | Totale Empoli    | 69         | -109       |                 | 2               | -4              |                    | -                  | -                  |             |             |             | 71     | -113   |
| 2023-2024        | Tottenham        | PL               | 38         | -61        | FACup+CdL       | 2+0             | -1 + 0          | -                  | -                  | -                  | -           | -           | -           | 40     | -62    |
| 2024-2025        | Tottenham        | PL               | 24         | -37        | FACup+CdL       | 0+1             | 0 + -1          | UEL                | 9                  | -5                 | -           | -           | -           | 34     | -43    |
| 2025-2026        | Tottenham        | PL               | 1          | 0          | FACup+CdL       | 0+0             | 0+0             | UCL                | 0                  | 0                  | SU          | 1           | -2          | 2      | -2     |
| Totale Tottenham | Totale Tottenham | Totale Tottenham | 63         | -98        |                 | 3               | -5              |                    | 9                  | -5                 |             | 1           | -2          | 75     | -107   |
| Totale carriera  | Totale carriera  | Totale carriera  | 276        | -381       |                 | 17              | -17             |                    | 9                  | -5                 |             | 2           | -6          | 304    | -408   |

### Cronologia presenze e reti in nazionale
| Cronologia completa delle presenze e delle reti in nazionale ― Italia | Cronologia completa delle presenze e delle reti in nazionale ― Italia | Cronologia completa delle presenze e delle reti in nazionale ― Italia | Cronologia completa delle presenze e delle reti in nazionale ― Italia | Cronologia completa delle presenze e delle reti in nazionale ― Italia | Cronologia completa delle presenze e delle reti in nazionale ― Italia | Cronologia completa delle presenze e delle reti in nazionale ― Italia | Cronologia completa delle presenze e delle reti in nazionale ― Italia |
| Data                                                                  | Città                                                                 | In casa                                                               | Risultato                                                             | Ospiti                                                                | Competizione                                                          | Reti                                                                  | Note                                                                  |
| --------------------------------------------------------------------- | --------------------------------------------------------------------- | --------------------------------------------------------------------- | --------------------------------------------------------------------- | --------------------------------------------------------------------- | --------------------------------------------------------------------- | --------------------------------------------------------------------- | --------------------------------------------------------------------- |
| 24-3-2024                                                             | Harrison                                                              | Ecuador                                                               | 0 – 2                                                                 | Italia                                                                | Amichevole                                                            | -                                                                     |                                                                       |
| 4-6-2024                                                              | Bologna                                                               | Italia                                                                | 0 – 0                                                                 | Turchia                                                               | Amichevole                                                            | -                                                                     |                                                                       |
| 14-10-2024                                                            | Udine                                                                 | Italia                                                                | 4 – 1                                                                 | Israele                                                               | UEFA Nations League 2024-2025 - 1º turno                              | -1                                                                    |                                                                       |
| 17-11-2024                                                            | Milano                                                                | Italia                                                                | 1 – 3                                                                 | Francia                                                               | UEFA Nations League 2024-2025 - 1º turno                              | -3                                                                    | [ 45 ]                                                                |
| Totale                                                                |                                                                       | Presenze                                                              | 4                                                                     |                                                                       | Reti                                                                  | -4                                                                    |                                                                       |

## Palmarès

### Club

#### Competizioni nazionali
- Serie D: 1

Venezia: 2015-2016
- Lega Pro: 1

Venezia: 2016-2017
- Coppa Italia Lega Pro: 1

Venezia: 2016-2017

#### Competizioni internazionali
- UEFA Europa League: 1

Tottenham: 2024-2025

### Individuale
- Squadra della stagione della UEFA Europa League: 1

2024-2025